# Domitien Ndayizeye
Domitien Ndayizeye (nacido el 2 de mayo de 1953 en Murango, Provincia de Kayanza) es un político burundés, quién fue presidente de su país entre 2003 y 2005. Sucedió a Pierre Buyoya, como presidente el 30 de abril de 2003, después de servir como vicepresidente de Buyoya por 18 meses. Mantuvo el cargo, hasta ser sucedido por Pierre Nkurunziza el 26 de agosto de 2005.

## Biografía
Actualmente ejerce como jefe del Encuentro Nacional para el Cambio.
Bajo su gobierno, Ndayizeye intentó poner fin a la brecha entre las etnias hutu y tutsi de Burundi a través de la cooperación con otros presidentes de la región como Museveni de Uganda y Mkapa de Tanzania.
El ataque hacia refugiados congoleños de la etnia tutsi en la frontera de Burundi fue considerado un desafío del presidente en la capacidad de mantener el orden público y la estabilidad en el país. Prometió una rápida represalia y que los culpables serían detenidos.
En 2004, Ndayizeye propuso un proyecto de constitución al parlamento con anterioridad antes de ser sometida a los votantes en referéndum a fin de año. Sus relaciones con los tutsis fueron tensas, que se refleja en un boicot de la sesión legislativa debido a considerar la propuesta. Debido a una carencia de preparación, la votaciones tuvieron que posponerse hasta finales de noviembre de ese mismo año.
Burundi todavía estaba tratando de salir de una guerra civil que comenzó en 1993, cuando grandes grupos en su mayoría de la etnia hutu tomaron las armas en contra del gobierno y el ejército, que en entonces estaban dominados por una elite tutsi.
El gobierno interino se comprometió a compartir de manera más equitativa el poder entre los dos principales grupos étnicos.
El 21 de agosto de 2006, Ndayizeye fue arrestado en Buyumbura en relación con su presunta participación en un intento de golpe de Estado a principios de año. El Senado levantó su inmunidad como senador antes de ser detenido. Negó los cargos en su contra en los tribunales el 19 de diciembre, y dijo que ''nunca soñé con organizar un golpe, de hecho había dejado la política para ser empresario y estar con mi familia". El 15 de enero de 2007 fue absuelto junto al exvicepresidente Alphonse-Marie Kadege y otros tres acusados; otros dos acusados fueron condenados a prisión por largo tiempo.
Durante las elecciones generales de 2010, representando a su partido, fue candidato presidencial pero decidió retirarse de la carrera junto con todos partidos de oposición, después de que acusaron al partido gobernante de manipular las elecciones primarias a concejales.
Después de que el político de oposición Zedi Feruzi fue asesinado durante disturbios en Burundi de 2015, Ndayizeye y otros partidos de oposición rompieron diálogos con el gobierno del Presidente Pierre Nkurunziza.